# Marabadiassa
Marabadiassa  è una città e sottoprefettura della Costa d'Avorio appartenente al dipartimento di Béoumi. Conta una popolazione di 6 640 abitanti (censimento 2014).